# تاجككالت (فوم الجمعة الضاحية)
تاجككالت هو دُوَّار يقع بجماعة فم الجمعة، إقليم أزيلال، جهة بني ملال خنيفرة في المملكة المغربية. ينتمي الدوّار لمشيخة فوم الجمعة الضاحية التي تضم 6 دواوير. يقدر عدد سكانه بـ 931 نسمة حسب الإحصاء الرسمي للسكان والسكنى لسنة 2004.

## روابط خارجية
- البوابة الوطنية للجماعات الترابية نسخة محفوظة 12 مارس 2018 على موقع واي باك مشين.
- المندوبية السامية للتخطيط